# Bagnanti (film)
Bagnanti (Badarna) è un film drammatico svedese del 1968 diretto da Yngve Gamlin.

## Trama
Nell'area urbana di Näsviken, nel nord della Svezia, si vive un profondo periodo di crisi lavorativa, legato ai cambiamenti nella società svedese. Il guadagno principale giunge ora dal turismo, ma le strutture commerciali del paese non riescono a soddisfare le richieste dei cittadini. Il ferramenta "Knoppen" vive con la moglie Minni, che non sopportando l'allontanamento del marito diventa alcolista. Per questo motivo Minni frequenta un centro di recupero, dove il marito intrattiene un rapporto extraconiugale con la cuoca.
Nel paese vive Bua, ragazza derisa per l'aspetto fisico, che intrattiene rapporti di amicizia ambigua con i dipendenti di una segheria e i detenuti della prigione locale.

## Riconoscimenti
- 1968 - Guldbagge
  - Miglior attore a Halvar Björk